# Crime dans les Alpilles
Série Crime à...
Crime à Martigues
(2016) Crime dans le Luberon
(2018)
Pour plus de détails, voir Fiche technique et Distribution.
Crime dans les Alpilles est un téléfilm franco-belge réalisé par Claude-Michel Rome et diffusé en 2017, en France sur France 3 et en Belgique sur La Une.
Le téléfilm est une coproduction de Paradis Films, de Be-Films et de la RTBF (télévision belge).

## Synopsis
À Maussane-les-Alpilles, au cœur de la Provence, avec ses oliviers et ses charmantes places. La procureure adjointe Élisabeth Richard et le commandant de la gendarmerie locale Paul Jansac enquêtent sur le meurtre de Caroline Autiero, épouse d'un propriétaire de moulin.

## Fiche technique
- Titre original : Crime dans les Alpilles
- Réalisation : Éric Duret
- Scénario : Jean Falculete
- Pays de production :  France /  Belgique
- Sociétés de production : Paradis Films, Be-Films, RTBF[1]
- Langue : Français
- Durée : 90 minutes
- Genre : Policier
- Premières diffusion
  - Belgique : 29 octobre 2017 sur La Une[2]
  - France : 11 novembre 2017 sur France 3.

## Distribution

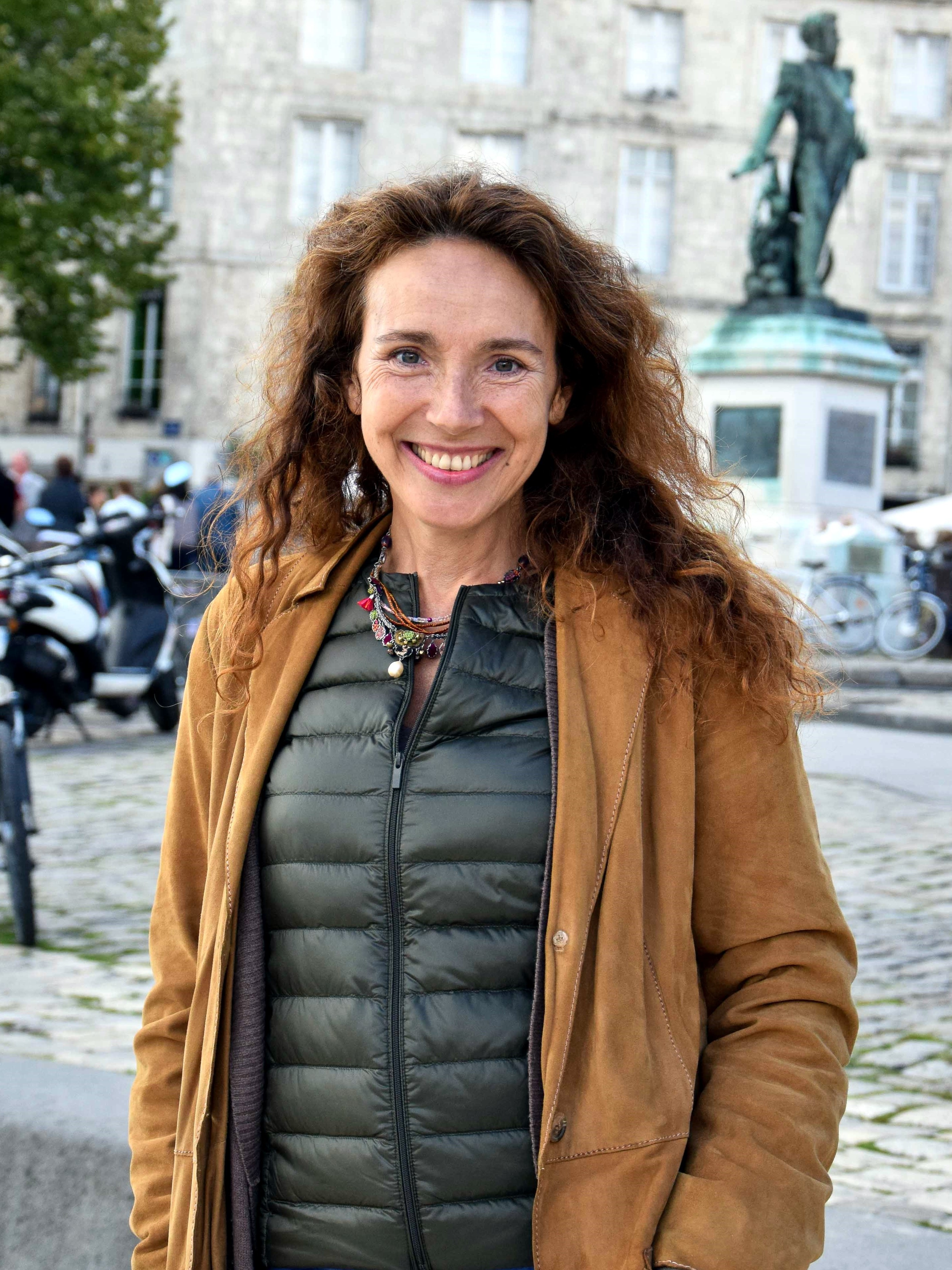
Isabel Otero
au Festival de la Fiction TV
de La Rochelle 2017.

- Florence Pernel : Élisabeth Richard, procureure
- Vincent Winterhalter : Commandant de gendarmerie Paul Jansac
- Isabel Otero : Mathilde Alonso-Balarello
- Garance Thénault : Laetitia Vendroux
- Victor Pontecorvo : Thomas Rometti
- Jean-Claude Adelin : Patrick Balarello
- Eric Viellard : Maître Édouard Descalis
- Jean-Yves Chatelais : Laurent Autiero
- Clémence Ansault : Maëlys Autiero
- Gauthier Battoue : Mathias Vendroux
- Thomas Trigeaud :	Adjudant Perroni
- Vanessa Liautey :	Caroline Autiero
- Nicole Gueden : Madame Gaymard
- Pascal Mirallès : Virgile Vendroux
- Stéphanie Fatout : Françoise Aubier
- Georges Neri : Monsieur Parot

## Audience
Le téléfilm a été regardé en France par 4 720 000 téléspectateurs soit 20,4% de part d'audience.